# بريدراغ مياتوفيتش
بريدراغ «بيدغا» مياتوفيتش، من مواليد 19 يناير 1969 ، لاعب كرة قدم سابق من الجبل الأسود، يلعب في مركز الهجوم. لعب مع منتخب يوغوسلافيا لكرة القدم في بطولة كأس العالم 1998

## مسيرته الكروية
لعب بريدراغ مياتوفيتش خلال مسيرته الاحترافية مع 6 أندية في سبعة عشر موسمًا وسجل خلالها 147 هدف ضمن 433 مباراة. حيث فاز في موسمين بالكأس وفي موسمين بالدوري.
خاض بريدراغ مياتوفيتش مسيرته مع نادي بودوتشنوست بودغوريتسا في موسم 1987–88 واستمر معه طيلة ثلاثة مواسم، مشاركًا في 72 مباراة سجل خلالها 10 أهداف. ثم انتقل إلى نادي بارتيزان في موسم 1989–90 ليلعب معه أربعة مواسم، حيث شارك في 104 مباراة سجل خلالها 45 هدفًا. لينتقل بعدها إلى نادي فالنسيا في موسم 1993–94 واستمر معه طيلة ثلاثة مواسم، مشاركًا في 104 مباراة سجل خلالها 56 هدفًا. ثم انتقل إلى نادي ريال مدريد في موسم 1996–97 واستمر معه طيلة ثلاثة مواسم، مشاركًا في 90 مباراة سجل خلالها 29 هدفًا. هذا وانتقل لاحقًا إلى نادي فيورنتينا في موسم 1999–00 واستمر معه طيلة ثلاثة مواسم، مشاركًا في 42 مباراة سجل خلالها 4 أهداف. ثم انتقل بعدها إلى نادي ليفانتي في موسم 2002–03 لمدة موسم واحد، مشاركًا في 21 مباراة سجل خلالها 3 أهداف.

## روابط خارجية
- بريدراغ مياتوفيتش على موقع الاتحاد الدولي (مؤرشف)  (الإنجليزية)
- بريدراغ مياتوفيتش على موقع الاتحاد الأوربي (الإنجليزية)
- بريدراغ مياتوفيتش على موقع قاعدة بيانات كرة القدم.إي يو (الإنجليزية)
- بريدراغ مياتوفيتش على موقع ليكيب (الفرنسية)
- بريدراغ مياتوفيتش على موقع ناشيونال فوتبول تيمز (الإنجليزية)
- بريدراغ مياتوفيتش على موقع عالم كرة القدم.نت (الإنجليزية)